# Звездин, Анатолий Константинович
Анато́лий Константи́нович Зве́здин (род. 30 июля 1938, Свердловск) — советский и российский физик, доктор физико-математических наук, профессор, главный научный сотрудник Теоретического отдела Института общей физики им. А. М. Прохорова РАН. Член Научного совета РАН "Квантовые технологии". Специалист в области физики конденсированного состояния, магнетизма, нанофотоники и наноэлектроники. Лауреат Государственной премии СССР в области науки и техники (1984). Индекс Хирша — 49.

## Биография
Родился 30 июля 1938 года в Свердловске.
В 1961 году окончил физический факультет Уральского государственного университета имени М. Горького.
Работал в НИИ физических проблем в Зеленограде, Проблемной лаборатории магнетизма МГУ, Институте Общей Физики РАН и др.
Заведующий лабораторией физики магнитных гетероструктур и спинтроники МФТИ.
Лаборатория квантового дизайна молекулярных и твердотельных наноструктур ФИАН, главный научный сотрудник.
В 2017 году начал работать в НИУ ВШЭ (профессор: Базовая кафедра квантовых технологий Института общей физики им. А. М. Прохорова РАН).
Работал по приглашению во многих научных институтах и университетах мира: Италии, Франции, Англии, Испании, Бельгии, США, Бразилии.
Президент Межрегиональной Общественной организации специалистов по магнетизму «Магнитное Общество» (2003—2019).
Номинирован на премию «Сделано в России» за открытие новых эффектов в спинтронике, позволяющих радикально улучшить возможности компьютерной памяти.
А. К. Звездин воспитал множество учеников — докторов и кандидатов наук, работающих в ведущих лабораториях мира.

## Публикации
Опубликовал более 300 работ в ведущих российских и зарубежных научных журналах, издал несколько монографий, среди которых
- Звездин, А. К. Редкоземельные ионы в магнитоупорядоченных кристаллах / А. К. Звездин, В. А. Котов, В. М. Матвеев … [и др.]. — М : Наука, 1985. — 294 с.,
- Звездин, А. К. Магнитоптика тонких пленок / А. К. Звездин, В. А. Котов. — ПНТП. Пробл. науки и техн. прогресса. — М : Главная редакция физико-математической литературы издательства "Наука", 1988. — 192 с. — ISBN 978-5-02-013846-9.,
- Белов, К. П. Ориентационные переходы в редкоземельных магнетиках / К. П. Белов, А. К. Звездин, А. М. Кадомцева … [и др.]. — М : Наука, 1979. — 317 с.
- Zvezdin, А К. Modern Magnetooptics and Magnetooptical Materials :  [англ.] / А К Zvezdin, V A Kotov. — Bristol and Philadelphia : Institute of Physics Publishing, 1997. — P. 404. — ISBN 9780750303620.

### Книги, изданные при поддержке РФФИ
- Российская наука: истина в ином приближении,
- Квантовая механика плененных фотонов,
- Суперпарамагнетизм сегодня: магниты-карлики на пути в мир квантов,
- Магнитные молекулы и квантовая механика[12].

### Научно-популярные издания
- Белотелов, В. И. Фотонные кристаллы и другие метаматериалы / В. И. Белотелов, А. К. Звездин. — Библиотечка "Квант". — М. : Бюро Квантум, 2006. — 142 с.
- Звездин А. К. Магнитные молекулы и квантовая механика // Природа, 2000. № 12
- Звездин А. К., Звездин К. А. Суперпарамагнетизм сегодня: магниты-карлики на пути в мир квантов // Природа, 2001. № 9

## Научные интересы
Наномагнетизм, спинтроника, магнитооптика, магнитоэлектрические явления, магнитные молекулярные кластеры. В настоящее время научная группа А. К. Звездина работает над решением актуальных вопросов спинтроники, физики мультиферроиков и магнитоплазмонных кристаллов. Основные результаты исследований опубликованы в вышедших за последние четыре года семи статьях группы журналов Nature.

## Награды и звания
- Государственная премия СССР (1984)
- Почётная грамота Российской академии наук (27 апреля 2023) — за добросовестный труд на благо российской науки, значительный вклад в развитие фундаментальных и прикладных научных исследований, высокий профессионализм и в связи с 40-летием основания федерального государственного бюджетного учреждения науки Федерального исследовательского центра «Институт общей физики им. А. М. Прохорова Российской академии наук»